# Eremocossus
Eremocossus este un gen de insecte lepidoptere din familia Cossidae.

Cladograma conform Catalogue of Life:
| Eremocossus | \| \| Eremocossus equatorialis \| \| \| \| \| \| Eremocossus foeda \| \| \| \| \| \| Eremocossus proleuca \| \| \| \| \| \| Eremocossus sengalensis \| \| \| \| |
|             | \| \| Eremocossus equatorialis \| \| \| \| \| \| Eremocossus foeda \| \| \| \| \| \| Eremocossus proleuca \| \| \| \| \| \| Eremocossus sengalensis \| \| \| \| |
|             | Eremocossus equatorialis |
|             | |
|             | Eremocossus foeda |
|             | |
|             | Eremocossus proleuca |
|             | |
|             | Eremocossus sengalensis |
|             | |